# Androsace jacquemontii
Espèce
Synonymes
- Androsace ferruginea Watt ex Knuth[2]
- Androsace robusta subsp. jacquemontii (Duby) Y.J.Nasir[2],[3]
- Androsace villosa var. jacquemontii (Duby) R.Knuth[2],[3]

L'Androsace de Jacquemont (Androsace jacquemontii, syn. A. villosa var. jacquemontii) est une espèce de plantes à fleurs de la famille des primulacées originaire du Népal. Elle est haute de 4 à 7 cm et se rencontre vers 3 500 à 4 500 m, sur pelouse et zone pierreuse. La fleur est violet plus ou moins foncé à clair.
Elle est référencée comme espèce par le Catalogue of Life de l’ITIS.

## Liste des variétés
Selon BioLib (29 juillet 2020) :
- variété Androsace jacquemontii var. jacquemontii
- variété Androsace jacquemontii var. villosissima (R.Knuth) Govaerts

Selon The Plant List (29 juillet 2020) :
- variété Androsace jacquemontii var. robusta (R.Knuth) Govaerts
- variété Androsace jacquemontii var. villosissima (R.Knuth) Govaerts

Selon Tropicos (29 juillet 2020) (Attention liste brute contenant possiblement des synonymes) :
- variété Androsace jacquemontii var. jacquemontii
- variété Androsace jacquemontii var. robusta (R. Knuth) Govaerts
- variété Androsace jacquemontii var. villosissima Govaerts